# Liste in Kasachstan vorhandener Dampflokomotiven
Dies ist eine Liste erhaltener Dampflokomotiven auf dem Gebiet von Kasachstan.

## Breitspurlokomotiven 1524 mm
| Foto | Nummer oder Name    | Bauart / Achsfolge | Hersteller | Fabrik-nr. | Baujahr | Historie | Eigentümer / Betreiber / Strecke | Standort              | Bemerkungen                         |
| ---- | ------------------- | ------------------ | ---------- | ---------- | ------- | -------- | -------------------------------- | --------------------- | ----------------------------------- |
|      | Эу 709-81           | 0-10-0             |            |            |         |          |                                  | Baikonur, Bahnhof     | [ 1 ]                               |
|      | Esch 4161 (Эш 4161) | 0-10-0             | NOHAB      | 1346       | 1932    |          |                                  | Bahnhof Astana-1      | [ 2 ]                               |
|      | Эм 4380             | 0-10-0             |            |            |         |          |                                  | Balqasch              | [ 3 ]                               |
|      | Л 3795              | 2-10-0             |            |            |         |          |                                  | Turkestan             | Verwendung als lokaler Dampferzeuge |
|      | Л 3993              | 2-10-0             | Lugansk    |            | 1957    |          |                                  | Bahnhof Pawlodar      | [ 6 ]                               |
|      | л 5781              | 2-10-0             |            |            |         |          |                                  | Bahnhof Matai (Матай) |                                     |